# Philippsreut
Philippsreut er en kommune i Landkreis Freyung-Grafenau i Regierungsbezirk Niederbayern i den tyske delstat Bayern.
Den er en del af Verwaltungsgemeinschaft Hinterschmiding og statsanerkendt rekreationsby.

## Geografi
Kommunen ligger i Region Donau-Wald i Bayerischer Wald ved grænsen til Tjekkiet, 15 km nordøst for landkreisens admininstrationsby Freyung. I kommunen ligger skicenteret Mitterfirmiansreut ved det 1.140 meter høje Almberg. I de højere liggende dele af kommunen er der et temmelig råt klima, præget af en kold nordøstenvind, kaldet Böhmwind.
Der er disse landsbyer og bebyggelser: Annathal, Philippsreut, Vorderfirmiansreut, Mitterfirmiansreut, Hinterfirmiansreut (kaldes lokalt die Schmelz på grund af en tidligere glashytte på stedet), Alpe og Marchhäuser.